# Kattendorf
Kattendorf ist eine Gemeinde im südlichen Teil des Kreises Segeberg in Schleswig-Holstein. Der Ortsteil Weeden liegt im Gemeindegebiet.

## Geschichte
Erstmalige urkundliche Erwähnung des Dorfes erfolgte 1326 als „de Cattendorpe“. Aus dem niederdeutschen Begriff Catte bzw. Katte ergibt sich die Deutung „Katzendorf“.

## Politik

### Gemeindevertretung
Bei der Kommunalwahl am 14. Mai 2023 wurden insgesamt elf Sitze vergeben. Von diesen erhielt die CDU acht Sitze und die SPD drei Sitze.

### Wappen
Blasonierung: „Über grünem Wellenschildfuß, dieser belegt mit zwei silbernen Wellenfäden, in Gold ein dreiblättriger grüner Stechpalmenzweig.“
Das Wappen wurde 1993 von dem Journalisten Jens M. Lucke entworfen.

## Wirtschaft und Infrastruktur
Der HVV bindet Kattendorf an den ÖPNV an. Fünf Buslinien halten in Kattendorf und stellen Verbindungen nach u. a. Bad Segeberg, Kaltenkirchen und Sievershütten her.